# Санденс 1991

Офіційний постер кінофестивалю «Санденс» 1991

7-й щорічний кінофестиваль «Санденс» проходив з 17 по 27 січня 1991 року в американському місті Парк-Сіті, штат Юта.

## Переможці
Однозначним переможцем 7-го кінофестивалю «Санденс» стала документальна стрічка «Американська мрія» американського кіно- та теледокументаліста, лавреата премії «Оскар», Барбари Коппл у співавторстві з Томасом Ханеке, Ловренсом Сілком і Кеті Кеплен.
Загалом, на церемонії нагородження було роздано 12 нагород:
- Ґран-прі журі за драматичний фільм — «Отрута»
- Ґран-прі журі за документальний фільм — «Американська мрія» і «Париж горить»
- Трофей кінематографістів за драматичний фільм — «Привілей»
- Трофей кінематографістів за документальний фільм — «Американська мрія»
- Приз глядацьких симпатій за драматичний фільм — «Проведення часу»
- Приз глядацьких симпатій за документальний фільм — «Американська мрія»
- Приз за досконалу операторську роботу в драматичному фільмі — «Дочки пилу»
- Приз за досконалу операторську роботу в документальному фільмі — «Крісто в Парижі»
- Спеціальне визнання журі — «Вибратись із Брукліна»
- Премія за кіносценарій імені Волдо Солта — «Тусуючись зі своїми» і «Довірся»

## Цікаві факти
- З 1991 року кінофорум, який до того носив назву Кінофестиваль Сполучених Штатів Америки, став офіційно називатися кінофестивалем «Санденс»[6][7]
- На 64-й церемонії нагородження премії Американської кіноакадемії фільм «Американська мрія» здобув премію «Оскар» за найкращий документальний повнометражний фільм[8][9]